# Чинадійово
Чинаді́йово — селище в Мукачівському районі Закарпатської області.

## Коротка історія
Обабіч залізниці Мукачево — Свалява — поселення епохи неоліту. В околицях селища в 1911 році знайдено бронзовий скарб із двох кельтів. У 1925 році знайдено бронзовий наконечник списа. У районі сільського кладовища в 1849 році знайдено золоті монети Септімія Севера та Антоніна Пія. На монетах вушка для підвішування. На території Чинадіївського середньовічного замку — давньоруське поселення Х — ХІ століть.
Чинадійово відоме з 1214 р. Beregszentmiklós (Szentmiklós), відомий також як Szolyvaszentmiklós, існував ще в епоху Арпадовичів. Його ім'я вперше згадується в грамотах у 1236 році як Saint Nicolai, а потім у 1270 році як Zenthmyklos.
На початку 13 століття король Ендре ІІ віддав її зятю бана Банк, Шімону. Пізніше, однак, через смерть Шімона і відсутність спадкоємця, маєток повернувся королю. До 1263 року король Іштван подарував його Міхалі Берегу, сину Міко.
У 1264 р. король Іштван V дарує Сент-Міклош магістрату Аладар, королівському уповноваженому у справах до галицьких князів. Під його керівництвом, село росло дуже швидко, і незабаром за кількістю жителів було на другому місці після столиці Мукачево. Часи тоді були не спокійні, і з'явилася необхідність в оборонній фортеці, що захищає село від набігів ворожих військ.
У 1270 році король Ендре І передав його Міхалю з родини Рошд.

У 1331 році це знову царський маєток.

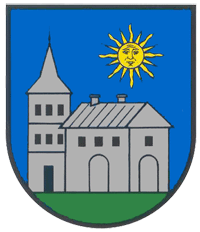
Герб Чинадійово, 1843 р.

До 1944 р. Чинадійово звалося Сент-Міклош (місцевий русинсько-український варіант назви — Миколай), мало статус позаштатного містечка Мукачівського повіту (округу) Березького комітату Королівства Угорщини (у складі Австро-Угорської імперії).
Суворий Чинадіївський замок з двома кутовими вежами, зі стінами метрової товщини, зведений в XIV столітті бароном Перені. У XIV в. сувора Чинадіївська фортеця, з двома неприступними баштами, з метрової товщиною стінами і підземеллями, була побудована. У 1657 р. польські війська князя Любомирського майже зруйнували фортецю, але вже через 50 років, відбудована твердиня слугувала резиденцією відомого угорського борця за незалежність Ференца Ракоці II.
Колись фортеця виглядала набагато вражаюче, була оточена глибоким ровом і валами. У 1749 р. навколо парку, при правлінні Ференца Башінди, був розбитий гарний парк, від якого майже нічого не залишилося.
За 7 століть відновлювали і перебудовували фортецю багато разів. Найбільш значним змінам піддавалася фортеця в 1734 і 1839 роках, в останній із яких дослідники знайшли в стіні замку замурований скелет.
Недалеко від фортеці розташований старовинний готичний греко-католицький костел XIV ст.
Своєю грамотою про пожертвування від 10 травня 1387 р. король Сигізмунд подарував маєток королю Петру Перені та його синам — Міклошу, Яношу, Імре — разом із належними йому маєтками.
Szentmiklós, розташований поруч із галицьким торговим шляхом, почав швидко розвиватися в 15 столітті. До 1456 року він вже мав звання ринкового містечка.
У 1572 році король Максиміліан I подарував його графу бану Францу Франгепану, який, проте, помер незабаром після пожертви, і тим самим село повернулося до королівської скарбниці.
У 1574 році Міхалі Телеґді викупив село від королівської скарбниці за 22 тисяч форинтів.
Міхалі Телеґді мав маєтки в повітах Біхар і Чанад, але вони були конфісковані у нього за його участь у повстанні князя Іштвана Баторія, а потім він оселився тут, і провів тут решту своїх років. Після його смерті його маєтки тут і замок успадкували також його діти.
Із 1610 року село перейшло у власність Анни Телеґді, та її чоловіка Іштвана Ньярі, до 1643 року.
У 1647 році Крістіна Ньярі стала власницем села через свого чоловіка Ласло Естерхазі.
У 1649 році село отримав Жігмонд Лонья, після смерті якого маєток і замок успадкували його вдова, яка була одружена з Ласло Ракоці. Сім'я Ракоці обміняла маєток на 65 000 талерів, тому замок перейшов у власність родини Ракоці аж до 1711 року.
У 1722 р. село вже власність короля.
Ервін-Фрідріх Шенборн — представник п'ятого покоління Шенборнів — будує в 1889 році замок Береґвар, який декілька разів потім перебудовувався. Останній із династії Шенборнів — граф Георг-Ервін фон Шенборн-Бухгейм — в 1944 році залишив замок Береґвар і повернувся в Австрію. З 1945 року прилаторичні ліси перейшли у власність держави, а землі передано малоземельним та безземельним селянам, які потім перейшли колгоспам. На базі мисливського замку відкрито санаторій «Карпати». Так закінчилась династія Шенборнів на Закарпатті.
На території Чинадіївської селищної ради є підприємства лісової та деревообробної галузі, відомі з початку XX століття. Як свідчать надписи на старій котельні СП «Фактор-Просперіта», ще 1902 року закладено перші цехи сірникового виробництва, потім у післявоєнні роки розпочалося виробництво протезів для інвалідів війни та колодки і каблуки для взуттєвої промисловості.
Із 1992 року на базі Чинадіївської колодково-каблучної фабрики розпочало діяльність українсько-словацьке підприємство «Фактор-Просперіта». Підприємство розпочало глибоку переробку деревини і паралельно виробництво дитячих дерев'яних іграшок, які є єдиними в Україні і мають попит як на власних ринках, так і на ринках Чехії та Африки. На підприємстві працює майже 200 чоловік. Середньорічний обсяг промислової продукції становить 2 млн. грн.
Чинадіївський дитячий будинок відкрито у липні 1980 року і розраховано на 150 дітей дошкільного віку. 1998 року відкрито початкові класи, оскільки вік перебування дітей збільшився. Станом на сьогодні всього дітей 152, з них дошкільного віку — 57, шкільного — 95. У дитячому будинку працює 110 чоловік.
У серпні 2015 року монастир Мукачівської єпархії УПЦ МП перейшов до Карпатської єпархії УАПЦ.
У березні 2025 року рішенням Уряду до Реєстру індустріальних (промислових) парків включено індустріальний парк «Карпати», створений на території урочища «Садок» селища Чинадійово. Передбачається, що новий індустріальний парк функціонуватиме на площі 25,6479 га та створить орієнтовно 1300 робочих місць. Індустріальний парк спеціалізуватиметься в таких галузях, як деревообробка, виробництво паперу, меблів та будівельних матеріалів.

## Населення

### Мова
Розподіл населення за рідною мовою за даними перепису 2001 року:
| Мова            | Кількість | Відсоток |
| --------------- | --------- | -------- |
| українська      | 6683      | 97.95%   |
| російська       | 76        | 1.11%    |
| угорська        | 20        | 0.29%    |
| німецька        | 19        | 0.28%    |
| румунська       | 6         | 0.09%    |
| білоруська      | 4         | 0.06%    |
| словацька       | 3         | 0.04%    |
| вірменська      | 1         | 0.01%    |
| гагаузька       | 1         | 0.01%    |
| інші/не вказали | 10        | 0.16%    |
| Усього          | 6823      | 100%     |

## Церкви

### Церква святого пророка Іллі. 1937.
Селяни мали можливість збудувати нову церкву ще в 1900 р., коли, як згадують, граф Шенборн видавав заміж доньку і з цієї нагоди запропонував як подарунок селу збудувати церкву або школу. Село вибрало школу, бо стара церква ще вміщала вірників.
Нова церква, збудована стараннями прихильного до народу священика Юлія Дюрка (1891—1974), належить до нового покоління мурованих храмів кінця ХІХ — початку XX ст. — великих (площа храму 577 м2) і більш вибагливо збудованих, ніж церкви XIX ст.
Ще попередній духовник Іван Ізидор Мустянович почав збирати гроші на нову церкву і зібрав 6500 чехословацьких корон. Юлій Дюрко, що прийшов у Чинадієво 15 березня 1931 p., разом із кураторами Василем Когутом та Іваном Сірутком ходив до коленого жителя села незалежно від віри і зібрав 30 000 корон. Продали також фарський город за 36825 корон і фарську землю «Березинка» за 18 000 корон (священику виділили іншу землю).
У різні кінці тодішньої Чехословаччини пішли куратори, яким громада довірила збирати гроші на храм і які зібрали 200 тисяч корон. (Цікаво, що найбільше — 80 тисяч — вдалося зібрати в Моравії). Частину коштів виділила держава, і таким чином отримали необхідних 500 тисяч корон.
Довго вирішували, де будувати церкву. Спочатку громада хотіла купити ділянку біля «Народного дому», але фірма «Латориця», що володіла цією землею, виставила дуже високу ціну. Дехто радив будувати на місці старої церкви, але більшість вирішила зберегти стародавню пам'ятку. Тоді о. Ю. Дюрко виділив частину своєї землі, до якої додав частину зі свого городу і дяк Василь Васько. Оскільки місце було досить низьке, довелося насипати близько 2000 кубічних метрів глини та гравію. Основний камінь посвятив архідиякон о. Юрій Лещишин, а проповідь виголосив ряпідський священик о. Євген Беллович. Старостою села тоді був Микола Бубряк, а потім — Ілля Скиба. План церкви та розрахунки зробив ужгородський інженер Еміліян Еґрешій, а очолив будівництво чех Ганус Рейзінґер — інженер-будівельник з Тячева.
Почали будувати 15 серпня 1932 р. і намагалися того ж року завершити спорудження, але завадила мокра осінь і ранні морози в листопаді, а також фінансова криза, що охопила весь світ у 1932 р.
Церкву змурували з цегли на цоколі 2 м заввишки, поставленому на фундаменті глибиною 1 м. Довжина споруди становить 34,7 м, найбільша ширина 17 м. Два ряди колон розділяють наву на три частини, а також тримають дах. Залізобетонні стовпи та пояси утворюють міцний каркас. Металеві рами вікон та металеву огорожу виготовив житель села Бубряк на прізвисько Матадій. Іконостас перенесли зі старої церкви, але оскільки він був меншим, то його доробили місцеві майстри Іван Халявка та Михайло Скиба. Останній зробив також двері, лави й виконав іншу столярну роботу. Дзвони купили на гроші, зароблені односельцями в Америці. На одному дзвоні написано ім'я жертвувача — Миколи Бубряка. Посвятив церкву єпископ О. Стойка на свято св. Іллі в 1937 р. Малювання інтер'єру виконав художник О. Селіванов у 1955—1956 р., а в 1994 р. він оновив свою роботу.

Стара церква перейшла до нечисленної римо-католицької громади з місцевих німців та угорців. З приходом радянської влади церкву св. Іллі передали православним, а в старій відкрили етнографічний музей та картинну галерею. Священика Ю. Дюрка під страхом ув'язнення змусили перейти у православ'я, і це мучило його ціле життя. На початку 1990-х церкву св. Іллі повернуто греко-католикам, а православні перейшли в Миколаївську.
Докладніше: Церква Святого Іллі (Чинадійово)

### Храм святого архангела Михайла. XVIIст.
Найдавніша згадка про малий дерев'яний храм належить до 1733 р. Храм є одним із небагатьох уцілілих шедеврів закарпатського лемківського будівництва. Має всі ознаки, характерні для лемківських будівель у Закарпатті: широкий винос даху обходить, не перериваючись, усі три об'єми церкви; вежа «вміщується» в бабинець (лемківські церкви в Польщі найчастіше «вміщують» бабинець під широке оснування вежі); довкола бабинця і нави йде вишукана галерея на різьблених стовпчиках. У 1929 р. в селі збудували муровану церковну будівлю, і дерев'яна красуня, що стояла на високому пагорбі, де нині цвинтар, виявилася непотрібною. На той час вона втратила оригінальне завершення башти і мала спрощене бляшане завершення. У 1931 році стараннями доктора Шебели храм перенесено в Чехословаччину в моравське містечко Кунчіце-под-Ондржейнікем і таким чином врятовано. Заплатив за споруду директор вугільних шахт у Вітковицях. Розібрану будівлю перевезли на станцію в Кольчині і завантажили на поїзд. Після перенесення було відновлено барокове завершення башти. 25 серпня 1931 р. єпископ Ставєл з Оломоуца посвятив її, і вона діє як римо-католицький храм, присвячений св. Прокопію і св. Варварі, патронам гірників. Пам'ятка ідеально відреставрована. Повністю збережено інтер'єр і старий іконостас, а довколишній ландшафт чимось нагадує Закарпаття. Згоріла у 2020 році, в тому ж році відновлена.

### Церква Вознесіння Господнього. 1836—1912.
Вперше церкву згадують у 1699 р. У 1733 р. село було філією Обави.
У 1797 р. розібрано стару дерев'яну церкву і на її місці споруджено нову, яка стояла на Маґурі (під лісом, вище римо-католицької церкви) ще в 1881 р. і, можливо, до 1910 р.
Тепер у селі — типова мурована церква, спорудження якої розпочато ще 1847 р. (за Т. Легоцьким), але над головним входом написано дату 1836—1912.
Щодо початку будівництва в селі побутують різні думки. Найстарший у селі чоловік впевнено сказав, що фундамент заклали в 1812 р., коли Наполеон напав на Росію, але потім будівництво надовго перервалося, а повністю закінчили храм місцевий майстер Михайло Софілканич (відомо, що він ставив хори, сходи та дах) та Іван Пекар з Чинадієва аж на початку 1930-х років.
Церківник Михайло Гурзан переказав спогади старших людей, згідно з якими церкву почали будувати в 1836 p., а потім 75 років стіни простояли без перекриття. Усе це свідчить про те, що в будівництві справді була велика перерва.
Для завершення церкви багато попрацював Василь Кучинка, який три рази їздив в Америку, щоб зібрати гроші на церкву. Вежу добудували, ймовірно, впродовж 1910—1912 років. Над входом на хори написано по-угорськи прізвища будівельників Юрія Галковича та Юрія Бочкая, а також дату — травень 1910. Прізвище каменяра Ґалковича написано також на стіні наступного ярусу з датою «1911» та над голосницею в верхньому ярусі з дзвонами. Найдавніший дзвін відлито в 1824 p., два інші — в 1926 р. на ужгородській фабриці «Акорд».
Перший іконостас перенесли зі старої церкви. Другий встановили, можливо, в 1937 р. (збереглася «Тайна вечеря» пензля ужгородського художника С. Сарновського, підписана 1937 роком). Згодом цей іконостас передали в село Плав'я, а в Нижню Грабівницю І. Павлишинець зробив новий іконостас. Малювали церкву в 1968 р. за священика Варфоломія Будька, який служив у селі 15 років і багато зробив для оновлення інтер'єру. Нині храм повернуто греко-католикам, а православна громада збудувала в 1996—1997 р. нову церкву.
У селі мешкав священик Андрій Бокотей (1909—1992), що пережив ув'язнення за доби сталінізму і багато попрацював для відродження греко-католицької церкви.

### Церква ікони Почаївської божої матері. 1997.
Церкву з цегли 24 м завдовжки та 8 м завширшки збудували за рік. Почали роботи 28 травня 1996, а 4 грудня того ж року зайшли до церкви. Повністю завершили всі роботи до вересня 1997 р. Базилічна споруда має три вежі, чим віддалено нагадує верхи лемківських церков, а найкращі лемківські дерев'яні церкви будували колись саме в околицях Чинадієва. Стіни мають великі аркові вікна та двоє дверей на західному та південному фасадах. (Церква у Вікісховищі)
Біля церкви поставили одноярусну каркасну дерев'яну дзвіницю. Сім дзвонів придбано у Львові, Благовіст — у Дніпропетровську.
Організатором будівництва став священик о. Микола Реківчак. Інженерами та майстрами були місцеві люди. Найвідчутнішу грошову допомогу громаді надали Василь Моґіш з Розтоки Воловецького району, М. Турянчик та Ігор Ярчак. Сам священик обходив підприємства, вишукуючи кошти. У цей відповідальний час куратором був Михайло Шиголь.
Іконостас вирізьбив Анатолій Горнодь із Сускова. За спорудження церкви о. М. Реківчак удостоївся нагороди з рук єпископа Євфимія.
Біля церкви збудовано також невеликий монастирський корпус.

## Присілки

### Глинянець
Глинянець — колишнє село в Україні, в Закарпатській області.
Об'єднане з селом Чинадієво указом Президії Верховної Ради УРСР № 1078-ІХ від 12.07.1976
Перша згадка 1570: Illnyk, Agyagosfalva, інші згадки1610: Jglincz, 1630: Iglincz, 1773: Iglincz, Hlinanecz, 1808: Iglincz, Igléncz, Hlinénec, Hliňancy, 1851: Iglincz, Hlinyanecz, 1864/65: Igléncz, Hlinyánecz, 1877: Igléc vagy Iglinc, Hlinyanec, 1913: Pásztorlak, 1925: Hliňanec, 1930: Hliněnec, 1944: Iglénc, Глиняница, 1946: Глинянець.

### Нижня Грабівниця
Нижня Грабівниця — колишнє село в Україні, в Закарпатській області.
Об'єднане із селом Чинадійово рішенням облвиконкому Закарпатської області № 155 від 15.04.1967
Перша згадка 1600: Rabonica, Kis Rabonica (DEZSŐ 253), 1630: Rabonicza (Conscr. Port.), 1645: Also Rabonicza (MAKKAI 371), 1773: Also Hrabonicza, Nissna Hrabonicza (LexLoc. 53), 1808: Hrabonicza (Alsó-), Niţnj-Hrabownica (LIPSZKY: Rep. 252), 1851: Hrabonicza (Alsó) (FÉNYES 2: 122), 1902: Alsóhrabonicza (Hnt.), 1913: Alsógereben (Hnt.), 1925: Hrabonica Niţná, Hrabonice Niţní, 1930: Hrabovnice Niţní (ComBer. 120), 1944: Alsóhrabonica, Нижня Грабовница (Hnt.), 1946: Нижня Грабівниця (ZO).

## Туристичні місця
- поселення епохи неоліту.
- на території Чинадіївського середньовічного замку – давноруське поселення Х – ХІ століть.
- залізорудна штольня у Глинянці: довжина 40 м.
- Чинаді́ївський замок (інша назва — Замок «Сент-Міклош») — пам'ятка архітектури XIV—XIX століть.
- Скакало — водоспад в Українських Карпатах, у межах Вигорлат-Гутинського вулканічного масиву. Гідрологічна пам'ятка природи місцевого значення. Розташований в урочищі Нижнє Грабівниця. Загальна висота водоспаду — понад 4 м. Утворився на місці виходу на поверхню вулканічних порід, про що свідчать скельні стрімчаки в глибині лісу з боків водоспаду. Кам'яна гряда, що перетинає лісистий схил гори, перепиняє шлях потічку, який впадає до річки Матекова (права притока Латориці, басейн Тиси). Струмок трьома ступенями зривається з уступів, утворюючи каскад струмків, що немов скачуть з каменя на камінь. Це і дало підставу назвати водоспад такою «несерйозною» назвою.
- Остра — лісовий заказник місцевого значення в Україні. Статус присвоєно з метою збереження частини лісового масиву на східних відрогах гірського масиву Синяк. Зростають буково-ясеневими насадження віком до 150 років, а такою дуб скельний, явір, тополя.

У травні 2016 року міні-скульптурку Ілони Зріні й Імре Текелі відкрили у замку Сент-Міклош, де вони познайомилися і зустрічалися.

## Історичні знахідки
В околицях селища в 1911 році знайдено бронзовий скарб з двох кельтів. В 1925 році знайдено бронзовий наконечник списа.
У районі сільського кладовища в 1849 році знайдено золоті монети Септімія Севера і Антоніна Пія. На монетах вушка для підвішування.

## Відомі люди

### Уродженці
- Гарагонич Іван Георгійович — український радянський партійний і державний діяч.
- Ковальчук Ігор Борисович (1973—2023) — солдат Збройних Сил України, учасник російсько-української війни.
- Петричко Михайло Петрович (1924—2011) — ветеран національно-визвольних змагань, учасник Карпатської Січі, довголітній член ОУН.
- Пільцер Марія Людвігівна (1912—1976) — українська радянська театральна актриса.
- Плоскіна Володимир Іванович — радянський та український футболіст та тренер-селекціонер.
- Тербан Олександр Васильович (1981—2015) — сержант Збройних сил України, учасник війни на сході України.
- Турянчик Василь Юрійович — радянський та український футболіст і тренер.
- Шведюк Олексій-Павло Степанович (* 1995) — український та угорський футболіст.